# Karl Bischoff (Ingenieur)
 Karl Bischoff (* 9. August 1897 in Neuhemsbach; † 2. Oktober 1950 in Bremen) war ein deutscher Bauingenieur, hochrangiges SS-Mitglied und als Leiter der SS-Zentralbauleitung im KZ Auschwitz-Birkenau an der Errichtung des Konzentrationslagers und von Krematorien mit Gaskammern zur Zeit der deutschen Besetzung Polens zwischen 1941 und 1944 beteiligt.

## Beruflicher Werdegang
Bischoff arbeitete zunächst auf Eisenbahnbaustellen, war im Ersten Weltkrieg Kriegsteilnehmer und dort 1917 bei der Luftwaffe eingesetzt. Nach Kriegsende setzte er sein Studium als Hoch- und Tiefbauingenieur fort. Anschließend betätigte er sich als unabhängiger Sachverständiger.
Bischoff will seit 20. April 1932 Mitglied der saarländischen NSDAP gewesen sein. Am 15. Juni 1936 beantragte er die reguläre Aufnahme in die NSDAP und wurde rückwirkend zum 1. Juni aufgenommen (Mitgliedsnummer 6.926.826). Er war ab 1935 als Zivilist im „Hauptamt Verwaltung für Bauten der Luftwaffe“ tätig und nach Beginn des Zweiten Weltkrieges maßgeblich am Bau von Flugplätzen im deutsch besetzten Belgien und Nordfrankreich beteiligt. Als sein Vorgesetzter, SS-Oberführer Hans Kammler, Mitte 1941 Leiter des SS-Hauptamtes Haushalt und Bauten (SS-HHB) wurde, bot er Karl Bischoff eine „Blitzkarriere“ an und übertrug ihm zum 1. Oktober 1941 die Leitungsfunktion der Sonderbauleitung (später Zentralbauleitung) für die Errichtung eines geplanten Kriegsgefangenenlagers in Auschwitz, das später als KZ Auschwitz-Birkenau mit seiner Beteiligung die Funktion eines Vernichtungslagers bekam. Bischoff trat im Rang eines im Rang eines SS-Hauptsturmführers der SS bei und wurde zum 30. Januar 1943 zum SS-Sturmbannführer befördert (SS-Nummer 419.197).
Noch im Oktober 1941 traf Bischoff erstmals mit Kurt Prüfer von der Firma Topf & Söhne zusammen und gab Pläne für ein großes neues Krematorium mit Leichenkeller in Auftrag. Bischoff meldete seinem Vorgesetzten Kammler die baldige Fertigstellung von „Krematorium II“ in einem Brief vom 29. Januar 1943 mit folgenden Worten:
„Die Öfen wurden im Beisein des Herrn Oberingenieur Prüfer der ausführenden Firma, Firma Topf u. Söhne, Erfurt, angefeuert und funtionieren [sic]  tadellos. Die Eisenbetondecke des Leichenkellers konnte infolge Frosteinwirkung noch nicht ausgeschalt werden. Die  ist jedoch unbedeutend, da der Vergasungskeller hierfür benützt werden kann.“ 
Dieses Dokument stammt aus dem Archiv der Zentralbauleitung, die 1944 aufgelöst worden und in Vergessenheit geraten war. Die Unterlagen entgingen der Aktenvernichtung durch die abrückenden Nationalsozialisten und wurden ins Moskauer Staatsarchiv überführt. In den Bauunterlagen finden sich Bestellungen für Gasprüfgeräte und Spezialtüren, deren Zweckbestimmung eindeutig ist.
Rudolf Höß bezeichnete Bischoff bei seiner Vernehmung in Krakau als „zähen, sturen und eigensinnigen Baufachmann“ – und lobte sein Organisationstalent. 1943 wurde Bischoff zum SS-Sturmbannführer befördert.
Von Anfang November 1943 bis Januar 1945 war er als Leiter der Bauinspektion „Schlesien“ der Waffen-SS und Polizei mit Sitz in Kattowitz tätig. Bischoff wurde am 30. Januar 1944 für „seinen Einsatz bei siegentscheidenden Bauvorhaben“ mit dem Kriegsverdienstkreuz I. Klasse mit Schwertern ausgezeichnet.
Bischoff starb 1950, ohne von einer Behörde strafverfolgt worden zu sein.